# Stævnet
L'Stævnet (en català: "la reunió") o Copenhaguen XI fou una selecció de futbol que representava la ciutat de Copenhaguen.
L'equip es creà el 1904 i durà fins al 1994, tot i que els partits més destacats foren abans de 1970. L'Stævnet participà en la Copa de les Ciutats en Fires, precursora de l'actual Copa de la UEFA, els anys 1955-58, 1958-60, 1961-62, 1962-63 i 1963-64. A excepció dels partits d'aquesta competició la majoria de partits disputats per l'Stævnet foren partits d'exhibició, bé contra una altra selecció danesa anomenada Alliancen, o bé contra equips estrangers, la majoria britànics. D'aquests partits el més interessant fou el que disputà el 10 de maig de 1960 contra la selecció del Brasil campiona del món el 1958. Guanyà la selecció brasilera per 4 a 3, amb un equip format pels jugadors: Gilmar, Djalma Santos, Bellini, Vítor, Nílton Santos, Zito, Chinesinho, Garrincha, Quarentinha, Pelé i Pepe.

## Clubs membres
L'Stævnet va tenir un total d'11 clubs membres. En negreta els anomenats Stævnet Clubs (en danès:Stævneklubberne). Aquests són considerats els membres principals.
L'any d'ingrés entre parèntesis:
- B 93 (1904)
- KB (1904)
- AB (1912)
- B 1903 (1912)
- Frem (1912)
- Fremad Amager (1949)
- ØB (1949)
- Køge (1955)
- Skovshoved (1955)
- Hvidovre (1964)
- Kastrup (1976)

## Partits

### Copa de les Ciutats en Fires

#### Temporada 1955-58
| FC Barcelona                                                  | 6-2 | Stævnet                |
| ------------------------------------------------------------- | --- | ---------------------- |
| Areta 8', 10', 81' · Tajeda 32' · Villaverde 41' · Kubala 59' |     | Lundberg 65' (p.), 85' |

| Stævnet           | 1-1 | FC Barcelona   |
| ----------------- | --- | -------------- |
| Lundberg 60' (p.) |     | Villaverde 85' |

El Barcelona guanyà el grup, amb 3 punts

#### Temporada 1958-60
| Stævnet/BK Frem | 1-3 | Chelsea F.C.                              |
| --------------- | --- | ----------------------------------------- |
| Gronemann 26'   |     | Harrison 24' · Greaves 54' · Nicholas 90' |

| Chelsea F.C.                        | 4-1 | Stævnet/BK Frem |
| ----------------------------------- | --- | --------------- |
| Lees 5' (p.p.) · Greaves 40', 72' · |     | V.S. Hansen 7'  |

El Chelsea es classifica per 7-2

#### Temporada 1961-62
| Dinamo de Zagreb             | 2-2 | Stævnet                      |
| ---------------------------- | --- | ---------------------------- |
| Remete 29' · V. Markovic 70' |     | Rasmussen 31' · Andersen 40' |

| Stævnet         | 2-7 | Dinamo de Zagreb                                |
| --------------- | --- | ----------------------------------------------- |
| Sørensen · Ravn |     | D. Jerkovic · Cvetkovic · Santek · Knel · Matua |

El Zagreb es classifica per 9-4

#### Temporada 1962-63
| Hibernian F.C.                                               | 4-0 | Stævnet |
| ------------------------------------------------------------ | --- | ------- |
| Byrne 17' · Baker 20' · M. Stevenson 24' · Rønnov 30' (p.p.) |     |         |

| Stævnet                       | 2-3 | Hibernian F.C.                    |
| ----------------------------- | --- | --------------------------------- |
| Dyrmose 17' · Christensen 67' |     | Byrne 33' · M. Stevenson 47', 63' |

L'Hibernian es classifica per 7-2

#### Temporada 1963-64
| Stævnet       | 1-7 | Arsenal F.C.                                            |
| ------------- | --- | ------------------------------------------------------- |
| Jørgensen 81' |     | MacLeod 9' · Baker 24', 46', 71' · Strong 27', 35', 40' |

| Arsenal F.C.           | 2-3 | Stævnet                 |
| ---------------------- | --- | ----------------------- |
| Skirton 1' · Baker 30' |     | Dyrmose 30', 78', 88' · |

L'Arsenal es classifica per 9-4

### Amistosos destacats
Inauguració de l'Idrætsparken
| 25 de maig, 1911 | Stævnet | 2-3 | Sheffield Wednesday |  |  |
|                  |         |     |                     |  |  |

Altres partits
| 5 de juny, 1921 | Stævnet | 1-2 | Rangers F.C. |  |  |
|                 |         |     |              |  |  |

| 1947 | Stævnet | v | Blackpool |  |  |
|      |         |   |           |  |  |

| 1954 | Stævnet/Alliancen | 1-2 | Dinamo Moscou |  |  |
|      |                   |     |               |  |  |

| 10 de maig, 1960 | Stævnet | 3-4 | Brasil |  |  |
|                  |         |     |        |  |  |

| 21 d'agost, 1962 | Stævnet | 4-5 | Benfica |  |  |
|                  |         |     |         |  |  |